# Partito Conservatore Croato
Il Partito Conservatore Croato (Hrvatska konzervativna stranka o HKS) è stato un partito politico croato conservatore.

## Storia
Nel maggio 2015 aveva aderito all'Alleanza dei Conservatori e dei Riformisti Europei ed era guidato da Ruža Tomašić, ex leader del Partito Croato dei Diritti dr. Ante Starčević ed europarlamentare.
Il 2 ottobre 2021 si è tenuta un'assemblea di partito nella città di Zagabria. Durante il suo svolgimento, è stato annunciato che tre piccoli partiti conservatori e di destra (Partito Conservatore Croato, Crescita Croata - Movimento per la Croazia di Successo e Generazione del Rinnovamento) avrebbero posto fine alla loro attività politica e si sarebbero fusi, dando vita a un nuovo soggetto politico, Sovranisti croati.